# Милан Ілич
Милан Ілич (серб. Милан Илић, Milan Ilić, нар. 12 травня 1987, Крагуєваць, СФРЮ) — сербський футболіст, захисник клубу «Раднички 1923» (Крагуєваць).

## Біографія
На батьківщині грав у командах «Раднички» (Крагуєваць), ОФК, «Динамо» (Вране), «Явор» та «Раднички» (Обреновац). У період з 2010 по 2012 виступав у португальській «Санта-Кларі», після чого продовжив кар'єру в чорногорському «Челіку» з Нікшича. Взимку 2013 року був представлений як гравець команди української Прем'єр-ліги «Металург» (Запоріжжя). За рік, проведений в Україні, у вищому дивізіоні зіграв всього 1 матч, 30 березня 2013 року проти донецького «Металурга». Після повернення до Сербії грав за «Інджію». Зараз виступає в команді з рідного міста Крагуєваць, Раднички 1923.